# RPG Maker
RPG Maker (яп. RPGツクール, ромадзи tsukūru, также tkool) — это серия программ, предназначенных для создания компьютерных игр жанра JRPG (японских ролевых игр). В основном, программы этой серии выходили на японском языке, однако последнее время начали появляться и локализованные версии. Помимо официальных локализаций широко распространены неавторизованные (то есть любительские) переводы RPG Maker 95, RPG Maker 2000 и RPG Maker 2003 на различные языки: английский, русский, немецкий, испанский.
За пределами Японии программы издавались с англоязычным названием RPG Maker, в самой Японии использовалось оригинальное название с яп. ツクール (ромадзи Tsukūru; от яп. 作る, tsukuru — создавать и ツール, tsūru — инструмент).

## История
| Название                                       | Платформа                | Выпуск  | Выпуск              | Разработчик         |
| Название                                       | Платформа                | Место   | Дата                | Разработчик         |
| ---------------------------------------------- | ------------------------ | ------- | ------------------- | ------------------- |
| Mamirin                                        | PC-8801                  | Япония  | 1988 г.             | ASCII               |
| Dungeon Manjirou                               | MSX 2                    | Япония  | 1988 г.             | ASCII               |
| RPG Construction Tool : Dante                  | MSX 2                    | Япония  | 8 февраля 1990 г.   | ASCII               |
| Dante 2                                        | MSX 2                    | Япония  | 8 февраля 1992 г.   | ASCII               |
| Chimes Quest                                   | PC-9801                  | Япония  | 1992 г.             | ASCII               |
| RPG Tsukūru Dante 98                           | PC-9801                  | Япония  | 19 декабря 1992 г   | ASCII               |
| Dungeon RPG Tsukūru Dan-Dan Dungeon            | PC-9801                  | Япония  | 28 апреля 1994 г.   | ASCII               |
| RPG Tsukūru Super Dante                        | Super Famicom            | Япония  | 31 марта 1995 г.    | ASCII               |
| RPG Tsukūru Dante 98 II                        | PC-9801                  | Япония  | 14 июля 1996 г.     | ASCII               |
| RPG Tsukūru 2                                  | Super Famicom            | Япония  | 31 января 1996 г.   | ASCII               |
| RPG Tsukūru 95                                 | Windows                  | Япония  | 28 марта 1997 г.    | ASCII               |
| Simulation RPG Tsukūru                         | Sega Saturn, PlayStation | Япония  | 17 сентября 1998 г. | ASCII               |
| Enterbrain Collection : Simulation RPG Tsukūru | PlayStation              | Япония  | 29 ноября 2001 г.   | Enterbrain          |
| Simulation RPG Tsukūru 95                      | Windows                  | Япония  | 29 мая 1998 г.      | ASCII               |
| RPG Tsukūru 3                                  | PlayStation              | Япония  | 27 ноября 1997 г.   | ASCII               |
| PlayStation the Best: RPG Tsukūru 3            | PlayStation              | Япония  | 19 ноября 1998 г.   | ASCII               |
| RPG Maker                                      | PlayStation              | США     | 1 октября 2000 г.   | Agetec              |
| RPG Tsukūru GB                                 | Game Boy Color           | Япония  | 17 марта 2000 г.    | ASCII               |
| RPG Tsukūru 2000                               | Windows                  | Япония  | 5 апреля 2000 г.    | ASCII               |
| RPG Tsukūru 4                                  | PlayStation              | Япония  | 7 дек 2000 г.       | Enterbrain          |
| Uchujin Tanaka Tarou De RPG Tsukūru GB 2       | Game Boy Color           | Япония  | 20 июля 2001 г.     | Enterbrain          |
| RPG Tsukūru 5                                  | PlayStation 2            | Япония  | 8 августа 2002 г.   | Enterbrain          |
| RPG Maker 2                                    | PlayStation 2            | США     | 28 октября 2003 г.  | Agetec              |
| RPG Tsukūru 2003                               | Windows                  | Япония  | 18 декабря 2002 г.  | Enterbrain          |
| RPG Tsukūru α                                  | Windows, J2ME            | Япония  | 18 декабря 2002 г.  | Enterbrain          |
| RPG Tsukūru Advance                            | Game Boy Advance         | Япония  | 25 апреля 2003 г.   | Enterbrain          |
| RPG Tsukūru XP                                 | Windows                  | Япония  | 22 июля 2004 г.     | Enterbrain          |
| RPG Maker XP                                   | Windows                  | мировой | 16 сентября 2005 г. | Enterbrain          |
| RPG Tsukūru                                    | PlayStation 2            | Япония  | 16 декабря 2004 г.  | Enterbrain          |
| RPG Maker 3                                    | PlayStation 2            | США     | 21 сентября 2005 г. | Enterbrain          |
| RPG Tsukūru VX                                 | Windows                  | Япония  | 27 декабря 2007 г.  | Enterbrain          |
| RPG Maker VX                                   | Windows                  | мировой | 29 февраля 2008 г.  | Enterbrain          |
| RPG Tsukūru DS                                 | Nintendo DS              | Япония  | 11 марта 2010 г.    | Enterbrain          |
| RPG Tsukūru VX Ace                             | Windows                  | Япония  | 15 декабря 2011 г.  | Enterbrain          |
| RPG Maker VX Ace                               | Windows                  | мировой | 15 марта 2012 г.    | Enterbrain          |
| RPG Tsukūru DS+                                | Nintendo DS              | Япония  | 15 декабря 2011 г.  | Enterbrain          |
| RPG Maker MV                                   | Windows                  | мировой | 23 октября 2015 г.  | KADOKAWA            |
| RPG Maker MV Trinity                           | Nintendo Switch          | Япония  | 15 ноября 2018 г.   | KADOKAWA            |
| RPG Maker MZ                                   | Windows                  | мировой | 20 августа 2020 г.  | KADOKAWA            |
| RPG Maker Unite                                | Windows                  | мировой | 8 мая 2023 г.       | Gotcha Gotcha Games |

## Разработка
Процесс создания игры на RPG Maker предельно прост для новичков, но в то же время гибок для профессиональных разработчиков. У каждого проекта существует база данных, уже по умолчанию заполненная различными данными, организованными в виде некоторого количества массивов:
- атрибуты управляемых игроком персонажей (внешний вид, характеристики, снаряжение),
- навыки персонажей (специальные техники, магия),
- атрибуты вражеских персонажей (внешний вид, характеристики, атаки),
- состояния персонажей и их влияние на персонажей (яд, сон, шок),
- внутриигровые предметы (квестовые предметы, лечебные предметы, снаряжение),
- анимации (эффекты или заставки, применяющиеся в игре),
- чипсеты (также — тайлсеты, графика для карт и игровых фонов),
- системные настройки проекта.

Взаимодействие игрока с игровым миром организуется посредством игровых событий (ивентов; от англ. event — событие). События представляют собой области игрового пространства, которым назначаются наборы команд, изменяющих игровую обстановку при срабатывании при определенных условиях: перемещающих персонажей и внутриигровые предметы, изменяющих атрибуты персонажей (характеристики, навыки, снаряжение), модифицирующих игровую среду (погоду в игровом мире), вызывающих специальные игровые экраны (битва, магазин, гостиница, лицо персонажа), меняющих цвет экрана, фоновую музыку, выводящих текст и др. Доступно также сценарное программирование игры посредством встроенной системы переменных, циклов и условий. Это позволяет сделать игру более технологичной, к примеру, созданием оригинальной боевой системы или системы меню вместо стандартных.

## Сообщество и нелегальные переводы
Каждая версия RPG Maker для ПК так или иначе подвергалась нелегальному переводу и распространению. Позже более полный перевод этой программы сделал русский программист под псевдонимом Don Miguel, после чего он также перевёл на английский RPG Maker 2000. Процесс продолжил человек под псевдонимом RPG Advocate, создавший переводы на английский RPG Maker 2003 и RPG Maker XP. Тем не менее, RPG Advocate убрал нелегальные переводы со своего сайта после выхода официальной английской версии RPG Maker XP.
После выхода английского перевода RPG Maker 2000 образовалось и русское сообщество RPG Maker.

## mkxp
Для движка Ruby Game Scripting System (RGSS), используемого средой RPG Maker начиная с версии RPG Maker XP, Jonas Kulla разработал свободную реализацию mkxpp, распространяемую под лицензией GPL v. 2 и ориентированную, прежде всего на запуск игр, созданных в RPG Maker XP/VX под Linux (хотя движок также работает под управлением Windows и OS X). В частности, с помощью этого движка в рамках Humble Indie Bundle X в начале 2014 была портирована на Linux игра To The Moon.

## EasyRPG
Существует свободная реализация RPG Maker 2000/2003 под названием EasyRPG Архивная копия от 12 июня 2018 на Wayback Machine. EasyRPG Player работает на GNU/Linux, OS X, Windows, Nintendo 3DS, Wii, мобильных устройствах и в веб-обозревателях.